# Genco Abbandando
Genco Abbandando es un personaje ficticio de la novela de Mario Puzo El padrino, es el primer consigliere de la familia Corleone, y amigo de infancia de Vito Corleone. Fue interpretado por Frank Sivero en El padrino II y Franco Corsaro en la Trilogía de El padrino.

## En la novela
Criado en el barrio Hell's Kitchen, Genco trabajó en la tienda de su padre desde una edad temprana. Se convirtió en grandes amigos con el asalariado, Vito Corleone, y se molestó cuando Vito fue movido por el jefe mafioso del barrio, Don Fanucci, incluso ofreciendo robar a su padre para ayudar a su amigo. Vito se negó, diciendo que esto sería una ofensa a su padre.
Después de que Vito mata a Fanucci y se convierte en el nuevo Don de la vecindad, contrata a Genco para actuar como su consigliere, y nombró con el nombre de su amigo su empresa de fachada como 'Genco Pura'. Genco le sirve con lealtad, que muestra una visión increíble, sobre todo cuando el hijo de Vito, Santino, pide unirse al negocio familiar. Genco tiene al hijo impetuoso de su amigo estrechamente asignado a su padre como un guardaespaldas para que pudiera aprender el negocio de la familia, así como se mantendrá bajo el control de Vito.
Genco sirve como el consejero más grande de Vito durante décadas, hasta que es atacado por el cáncer y ya no puede cumplir con sus obligaciones. Durante ese tiempo, Tom Hagen, hijo adoptivo de Vito, se encuentra con él. Genco muere con el Don a su lado, en 1945, el mismo día en que Connie Corleone se casa con Carlo Rizzi. Vito, sus hijos y su ahijado Johnny Fontane visitan a Genco para presentar sus respetos.